# لورکا ون د پوته
لورکا ون د پوته (انگلیسی: Lorca Van De Putte؛ زادهٔ ۳ آوریل ۱۹۸۸) بازیکن فوتبال اهل بلژیک است.

وی همچنین در تیم ملی فوتبال زنان بلژیک بازی کرده‌است.